# Machaerium glabripes
Machaerium glabripes là một loài rau đậu thuộc họ Fabaceae. Loài này chỉ có ở Panama.